# Gabriel Cuéllar
Gabriel Cuéllar (nascido em 26 de setembro de 1942) é um ex-ciclista olímpico mexicano. Participou nos Jogos Olímpicos de Verão de 1968 na prova de estrada.